# Ладислав Худик
Ладислав Худик (словац. Ladislav Chudík; 27 травня 1924, Гронец (нині район Брезно, Банськобистрицький край, Словаччина) — 29 червня 2015, Братислава, Словаччина) — видатний чехословацький і словацький актор театру, кіно і телебачення. Державний діяч, міністр культури Словацької Республіки (1989—1990). Народний артист ЧССР. Лауреат Державної премії ЧССР ім. Клемента Готвальда.

## Життєпис
Навчався на факультеті мистецтв Братиславського університету (1943—1944) і на музично-драматичному відділенні Державної консерваторії в Братиславі.
З 1944 виступав на сцені Національного театру Словаччини. Став популярним актором, відомим на батьківщині і за кордоном. У 1963—1966 — художній керівник Національного театру Словаччини.
З 1964 року став одночасно займатися викладацькою діяльністю. Доцент.
Після Празької весни в 1968 емігрував до Австрії, оселився у Відні, але згодом повернувся на батьківщину.
Діяв на радіо, знімався в кіно.

## Творчість
Зіграв образи в близько 40 кіно- і телефільмах. З ролей у других одна з найуспішніших — завідувача відділенням ортопедії Карел Сова в серіалі «Лікарня на околиці міста» (1977 і 1981). В кіноепопеї 1976 «Звільнення Праги» виконав роль генерала Людвіка Свободи. Знявся в радянсько-чехословацьких постановних фільмах «Соколово» (1974, Людвік Свобода), «Претендент»/ чеськ. Uchazeč (1987, Роберт Даглас).

## Нагороди
- Хрест Прібіни I класу
- Орден Людовита Штура I класу (1998)
- Золота Медаль «За заслуги» (Чехія, 2003)

## Премії і звання
- 1965 — Заслужений артист ЧССР;
- 1982 — Народний артист ЧССР;
- 2010 — премія Чеської академії кіно і телебачення «Чеський лев»;
- Державна премія ЧССР ім. Клемента Готвальда;
- Премія Братислави;
- Премія «Золотий крокодил».

## Почесний громадянин міст
- Гронец
- Братислава
- Кремниця
- Брезно
- Тренчанське Тепліце